# 圣巴巴拉-杜蒙蒂韦尔迪
圣巴巴拉-杜蒙蒂韦尔迪是巴西米纳斯吉拉斯州的一个市镇。总面积416.081平方公里，总人口2796人，人口密度6.7人/平方公里。